# Перфторгексилоктан
Перфторгексилоктан — лекарственный препарат для лечения синдрома сухого глаза. Одобрен для применения: США (2023).

## Механизм действия
уменьшает испарение.

## Показания
синдром сухого глаза.

## Противопоказания
Нет.

## Способ применения
Глазные капли